# Прецедентное право
Прецедентное право, или общее право, — это правовая система, в которой основным источником права признаётся прецедент (предыдущее судебное решение), а не конституции, принимаемые законодательными органами, и нормативное право, которое устанавливается исполнительными органами на основании законодательных актов. В некоторых юрисдикциях прецедентное право может применяться к адъюдикации; например, уголовное производство или семейное право.
В странах общего права (включая Великобританию, США, Канаду, Австралию и Новую Зеландию) прецедентное право используется для судебных решений отдельных апелляционных судов, судов первой инстанции, агентских трибуналов и других органов, выполняющих судебные функции.